# A Game/Bambina Bambina
A Game/Bambina Bambina è un singolo di Heather Parisi, pubblicato nel 2017 su etichetta indipendente RedSofa Records di Stefano Marcucci e Federica Marani.

## I brani
A Game è stato presentato in anteprima con un balletto all'interno dello spettacolo televisivo Nemicamatissima, lo show televisivo andato in onda su Raiuno (dicembre 2016) e condotto insieme a Lorella Cuccarini; il brano, cantato interamente in inglese, è una commistura di pop dance elettronica e sonorità che strizzano l'occhio alla disco dance anni 70.
Il singolo è commercializzato sia in formato digitale (MP3 – WAV) che su supporto fisico: è stato infatti realizzato un singolo 45 giri in edizione limitata (1000 copie) con vinile colorato ad effetto marmorizzato.
A Game è scritto da Heather Parisi e prodotto da Stefano Marcucci.
“Perché dobbiamo combattere il labirinto che è in ognuno di noi, invece di assecondarlo e incoraggiarlo? In fondo, è l’unica difesa per mantenere la nostra anima segreta e inviolata.” HP
Il lato B del 45 giri contiene Bambina Bambina, brano anch'esso scritto da Heather Parisi.
“Da un giorno all’altro ti ritrovi a cinquant’anni, e l’infanzia o quel che ne resta, è una piccola scatola, un po’ arrugginita, che non riconosci più, perché la vita ti ha resa un’altra persona.” HP
"Quando mi è stato chiesto di raccontare il mio rapporto con "A Game" e "Bambina Bambina", mi è venuta in mente una frase letta da qualche parte che più o meno recitava così: "Un disco lo ascolti non per la musica che ti suona, ma perché sa raccontarti la tua storia". Se c'è un merito che mi riconosco è proprio quello di aver raccontato, attraverso le mie canzoni e i miei balletti, la storia di tanti italiani.” Heather Parisi

## Tracce
Lato A
1. A Game – 3:58 (Marco Duranti - Stefano Marcucci - Suzannah Behrens - Heather Parisi)
Lato B
2. Bambina Bambina – 3:39 (Marco Duranti - Stefano Marcucci - Heather Parisi)